# ویت مولر
ویت مولر (چکی: Vít Müller؛ زادهٔ ۳۱ اوت ۱۹۹۶) دونده دو با مانع اهل جمهوری چک است.
وی در مسابقات کشوری و بین‌المللی در مجموع برندهٔ ۱ مدال نقره، ۱ مدال برنز شده‌است.